# 1-Pentadecanol
1-Pentadecanol ist eine chemische Verbindung aus der Gruppe der linearen Alkanole.

## Vorkommen

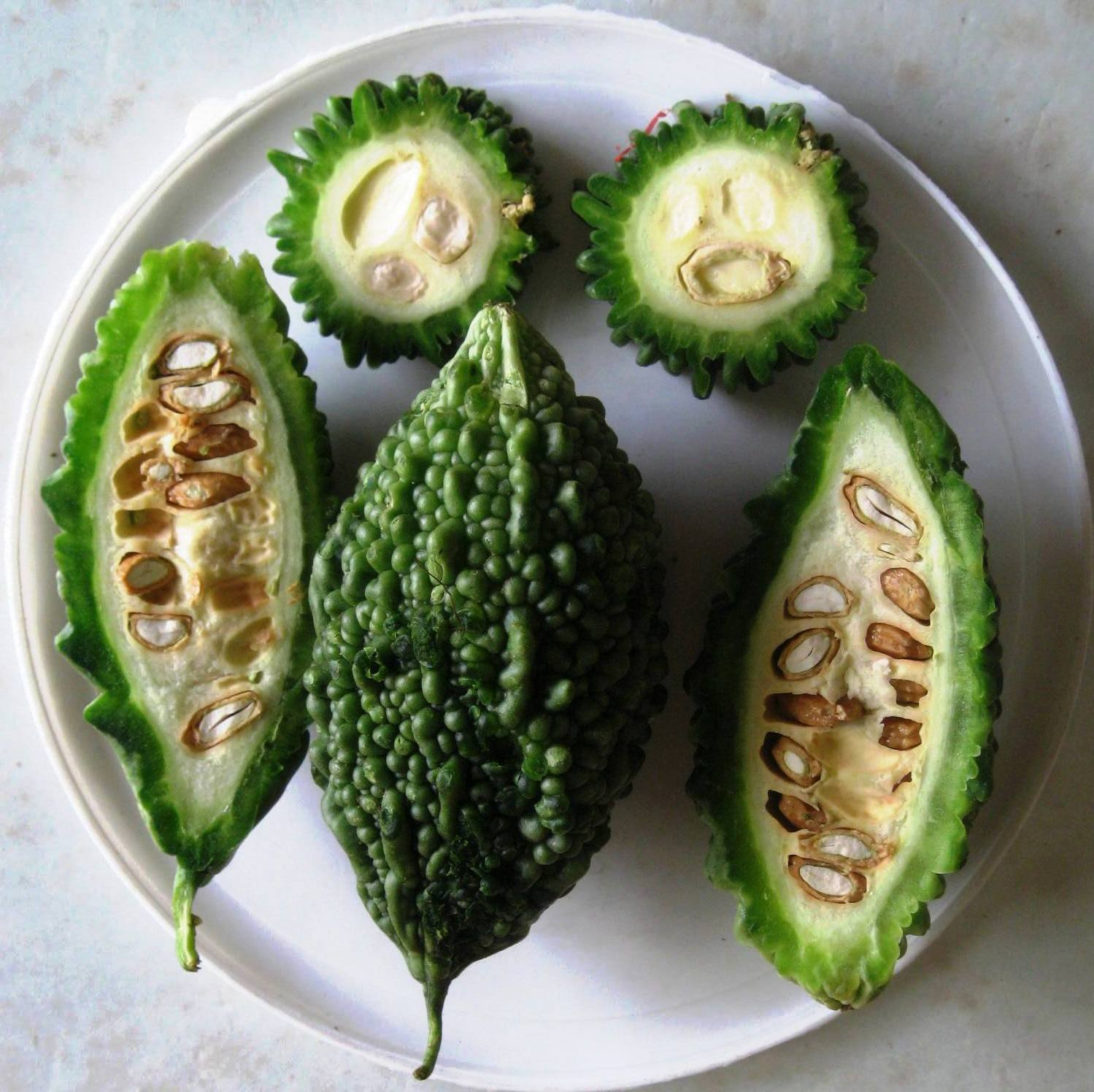
Bittermelone enthält 1-Pentadecanol

1-Pentadecanol kommt natürlich in Hymenoptera, Echtem Süßholz (Glycyrrhiza glabra), Bittermelone (Momordica charantia), Vogelmiere (Stellaria media) und Knoblauch (Allium sativum var. sativum), vor.

## Gewinnung und Darstellung
1-Pentadecanol kann durch Reaktion von Silberpalmitat mit Iod gewonnen werden.
Ebenfalls möglich ist die Synthese durch Reaktion von 1-Hexadecen bei niedriger Temperatur mit Ozon zum entsprechenden Ozonid, das mit Natriumborhydrid zu 1-Pentadecanol reduziert wird.

## Eigenschaften
1-Pentadecanol ist ein weißer flockiger Feststoff, der praktisch unlöslich in Wasser ist.

## Verwendung
1-Pentadecanol wird als Ausgangsstoff zur Herstellung anderer chemischer Verbindungen (zum Beispiel Jaspin B) verwendet.